# Julius Römer
Julius Paul Römer (n. 21 aprilie 1848, Brașov, d. 24 octombrie 1926, Brașov) a fost un botanist sas din România.
După ce a studiat la Viena, Jena și Heidelberg (1866-1870) a revenit la Brașov unde a fost profesor la Liceul Johannes Honterus din Brașov și la Mädchenbürgerschule (un fel de „Școală profesională de fete”).
Pionier al turismului, a înființat în 1873 „Asociația Alpină din Transilvania” (Siebenbürgischer Alpenverein). A fost de asemenea membru activ al „Asociației transilvănene a Carpaților” (înființată în 1880). Sub conducerea sa au fost construite primele cabane în Țara Bârsei. În 1915 a fost primus motor când unele regiuni din jurul Brașovului care erau interesante din punct de vedere al florei au fost declarate rezervații naturale.
Planta Astragalus roemeri Simonk. (numită popular „cosacii lui Römer”) este numită în cinstea sa.
Ierbarul său se zice că avea peste 10.000 de pagini.
În 1924 a fost numit doctor honoris causa al Universității din Breslau (azi Wrocław).

## Scrieri
- Die Pflanzenwelt der Burzenländer Berge
- Flora von Honigberg [Flora din Hărman] (1911)[6]
- Die Pflanzenwelt der Zinne und des kleinen Hangesteins (1892)[7]